# 滲出性炎症
滲出性炎症（しんしゅつせいえんしょう）は、急性炎症の時に見られる炎症。液性滲出物と炎症細胞の滲出が多く見られる傾向が強い。血管に多い。浸出性炎症、血管性炎症ともいわれる。

## 種類
次の6種類に分類される。
- 漿液性炎症
- 繊維素性炎症
- 化膿性炎症
- カタル性炎症
- 出血性炎症
- 腐敗性炎症